# Adramé Ndiaye
Adramé Ndiaye (Tivaouane, 15 aprile 1964 – Lione, 24 dicembre 2020) è stato un cestista senegalese.

## Carriera
Con il Senegal ha disputato i Giochi olimpici di Mosca 1980, segnando 28 punti in 7 partite.